# بيت شداد (المحويت)

تعديل مصدري - تعديل

بيت شداد هي إحدى قرى عزلة الغربي الاعلى بمديرية المحويت التابعة لمحافظة المحويت، بلغ تعداد سكانها 249 نسمة حسب تعداد اليمن لعام 2004.